# Bromid sodný
Bromid sodný (též známý jako sedoneural) je sůl s chemickým vzorcem NaBr, široce používaná jako antikonvulzivum a sedativum na konci 19. a začátku 20. století. Jeho účinek je způsoben bromidovým iontem (tzn. bromid draselný je obdobně účinný). Jedná se o bílou krystalickou látku, připomínající chlorid sodný a tající při vysoké teplotě. Je významným zdrojem bromidového iontu.

## Hlavní chemické reakce
NaBr se využívá v organické syntéze jako zdroj bromidového nukleofilu pro konverzi alkylchloridů na reaktivnější alkylbromidy pomocí Finkelsteinovy reakce:
NaBr + RCl → RBr + NaCl
Bromid sodný lze použít také jako zdroj elementárního bromu. Lze to zajistit probubláváním plynného chloru skrz vodný roztok NaBr. Pro získání HBr se NaBr nechává reagovat se silnou netěkavou kyselinou:
NaBr + H3PO4 → HBr + NaH2PO4
HBr lze též oxidovat na Br2 pomocí oxidu manganičitého nebo koncentrované kyseliny sírové.

## Další použití
- jako hypnotikum, antikonvulzivum a sedativum v medicíně
- ve fotografii
- jako rezerva bromidového iontu v bromovaných antimikrobiálních přípravcích pro lázně a bazény

## Bezpečnost
NaBr je škodlivý při požití nebo vdechování velkých množství. Působí na CNS a oči. Způsobuje podráždění kůže, očí a dýchacího systému.